# سنت گورگن ایم آترگو
سنت گورگن ایم آترگو (به آلمانی: St Georgen im Attergau) یک منطقهٔ مسکونی در اتریش است که در ناحیه وکلابروک واقع شده‌است. سنت گورگن ایم آترگو ۱۵٫۴۰ کیلومتر مربع مساحت دارد ۵۴۰ متر بالاتر از سطح دریا واقع شده‌است.